# Universität Lappland

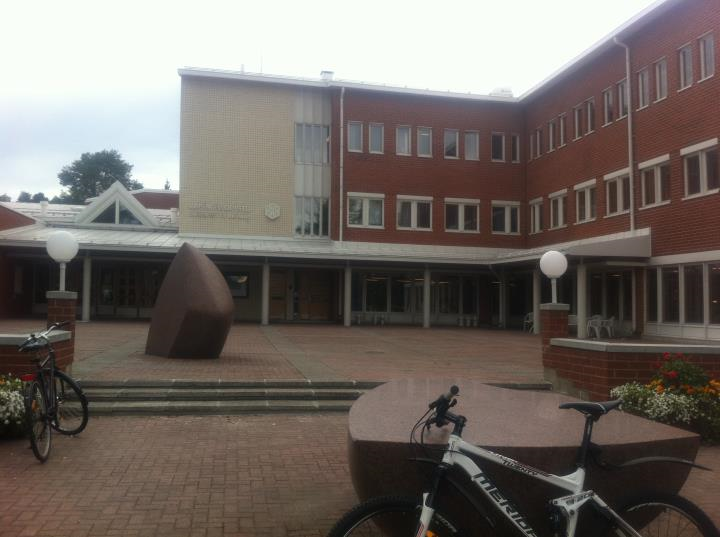
Die Universität Lappland

Die Universität Lappland (finn. Lapin yliopisto) ist die nördlichste Universität Finnlands und der Europäischen Union. Sie wurde am 1. März 1979 gegründet und hat ihren Sitz in Rovaniemi. Dem Hochschulverbund Universität der Arktis, dessen Internationales Sekretariat ebenfalls seinen Sitz in Rovaniemi hat, gehört sie an.

## Aufbau und Gliederung
- Kunst und Design
- Bildung
- Rechtswissenschaft
- Gesellschaftswissenschaften
- Tourismus und Wirtschaft

## Entwicklung
1979 wurde die Bildungseinrichtung als Universitätscollege von Lappland gegründet. Seit 1. Januar 1991 hat sie den Status einer Hochschule und ist damit die einzige Hochschule in der Region Lappland. Am 1. August 2006 wurde der promovierte Mediziner Mauri Ylä-Kotola neuer Rektor für fünf Jahre und löste den langjährigen Rektor Esko Riepula ab.